# Manifestations démocratiques de juin
Les manifestations démocratiques de juin (hangeul : 6월 민주 항쟁), connues aussi sous le nom de mouvement démocratique de juin ou soulèvement démocratique de juin, sont un mouvement de protestation national qui eut lieu en Corée du Sud de 10 au 29 juin 1987. Ces manifestations ont forcé le gouvernement au pouvoir à organiser des élections et à instituer d'autres réformes démocratiques qui ont conduit à la création de la Sixième République, l'actuel gouvernement de Corée du Sud.
Le 10 juin, le régime militaire du président Chun Doo-hwan annonce son choix de Roh Tae-woo comme prochain président. Sa désignation publique est alors considérée comme un ultime affront au lent processus de révision de la constitution afin de permettre l'élection au suffrage universel directe du président. Bien que le régime subisse déjà la pression de la rue, sous la forme de manifestations d'étudiants et d'autres groupes, depuis un certain temps, l'annonce déclenche finalement des manifestations massives.
Ne voulant pas recourir à la violence juste avant les Jeux olympiques de 1988, et croyant (à juste titre) que Roh pourrait remporter des élections démocratiques étant donné les divisions au sein de l'opposition, Chun et Roh acceptent les principales revendications d'instaurer une élection présidentielle directe et de restaurer les libertés civiles. Bien que Roh ait bien été élu président en décembre avec une majorité relative nulle[Quoi ?], la consolidation démocratique de la Corée du Sud était tout de même en marche.

## Contexte

### Élection présidentielle indirecte
Depuis l'instauration en 1972 de la Constitution Yusin par le président Park Chung-hee, les présidents sud-coréens sont élus indirectement par un collège électoral. Ce système persiste même après l'assassinat de Park et son remplacement par Choi Kyu-ha, qui est lui-même remplacé par Chun après le coup d'état du 12 décembre. Puisque le collège est généralement choisi par le régime lui-même, il n'a aucun contrôle démocratique sur le pouvoir présidentiel.
Cherchant à améliorer sa stature nationale et internationale en offrant un semblant de représentation démocratique, Chun organise des élections en 1985. Le résultat est une victoire morale majeure pour l'opposition, menée par Kim Dae-jung et Kim Young-sam. La principale revendication de l'opposition est l'instauration d'une élection présidentielle directe, et Chun cherche à déjouer cette tendance en lançant une campagne de reports, de délibérations et d'ajournements. Un comité parlementaire débat alors de diverses propositions pendant des mois et, le 13 avril 1987, Chun suspend ce même comité jusqu'à la fin des Jeux olympiques. Cette action intensifie l'agitation, mais les manifestations qui en résultent n'impressionnent pas le régime et Chun décide de poursuivre son projet d'installer Roh comme son successeur.
Tout au long de cette période, le mouvement ouvrier, les étudiants d'universités et les églises en particulier s'unissent en une alliance de soutien mutuel pour exercer une pression croissante sur le régime. Cette partie mobilisée de la société civile, en plus de l'opposition politique, forme le noyau de la résistance qui allait se généraliser lors des événements décisifs de juin.

### Torture et mort de Park Jong-chul

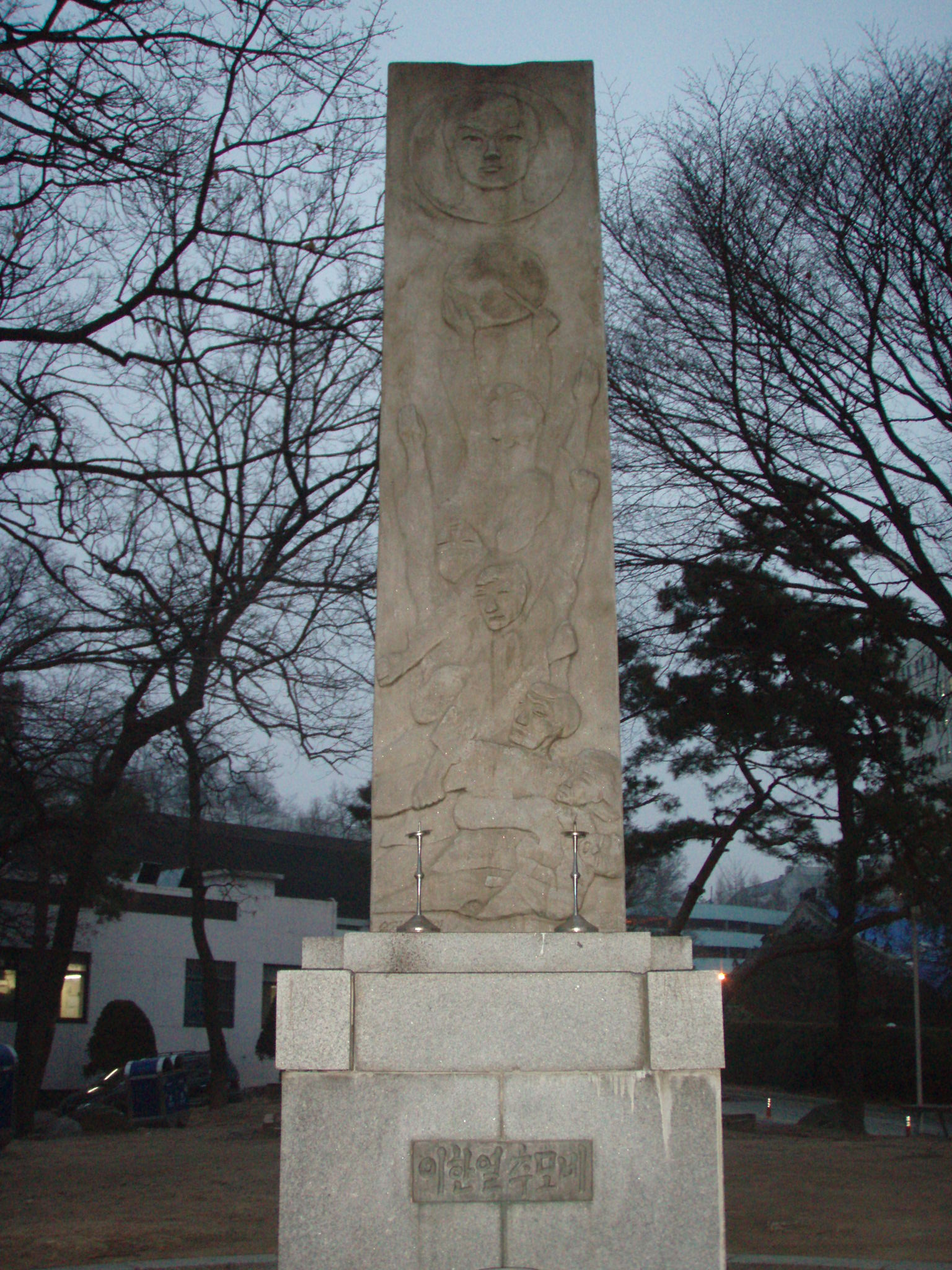
Mémorial de Lee Han-yeol.

Dans les années 1980, de nombreux étudiants militants luttent contre la dictature de Chun Doo-hwan et les conséquences du soulèvement de Gwangju de 1980. Park Jong-chul, le président du conseil des étudiants de la faculté de linguistique de l'université nationale de Séoul, est l'un de ces étudiants. Détenu lors d'une enquête sur ses activités, Park refuse de révéler l'endroit où se trouve l'un de ses camarades militants. Pendant l'interrogatoire, les autorités utilisent la technique de noyade pour le torturer, ce qui mène finalement à sa mort le 14 janvier.
La nouvelle de la mort de Park Jong-chul est initialement censurée. Cependant, l'Association des prêtres catholiques pour la justice (en) révèle la vérité au public le 18 mai, enflammant encore plus le sentiment public. l'association organise alors une manifestation en son honneur le 10 juin.

### Mort de Lee Han-yeol
Alors que les manifestations s'intensifient, les étudiants de l'université Yonsei promettent de descendre sur le terrain et manifestent à l'université le 9 juin. Pendant cette manifestation, l'étudiant Lee Han-yeol est grièvement blessé à la tête par une grenade lacrymogène. Placé dans un état critique, il devient rapidement le symbole des manifestations au cours des semaines qui suivent. Il meurt finalement de ses blessures le 5 juillet, après que le régime a accepté les demandes du peuple. Plus de 1,6 million de citoyens assistent à ses funérailles nationales le 9 juillet. Il est enterré au cimetière national du 18 mai (en).

## Principales manifestations
Le 10 juin, Roh Tae-woo est nommé candidat à la présidence du parti au pouvoir, le Parti de la justice démocratique au Jamsil Arena (en). Des manifestations importantes ont alors lieu dans tout le pays, avec environ 240000 participants dans 22 villes dont Séoul. Beaucoup de personnes de tous rangs sociaux rejoignent et soutiennent les participants.
Le 18 juin, le « Rassemblement national pour le bannissement des grenades lacrymogènes » (최루탄추방국민대회) réunit 1,5 million de personnes dans les rues d'au moins 16 villes. Finalement, les cols blancs, qui s'étaient jusque là tenus à l'écart des troubles, jettent des rouleaux de papier toilette dans les rues, et applaudissent et expriment leur soutien. Le 19 juin, Chun donne l'ordre à l'armée de se mobiliser, mais craignant un nouveau massacre de Gwangju, il annule son ordre quelques heures plus tard. Le 26 juin, la « Grande marche nationale de la paix » (국민평화대행진), menée par l'organisation Guk-bon (« Quartier général du Mouvement national pour le gain de la Constitution démocratique » - 민주헌법쟁취국민운동본부), réunit plus d'un million de personnes dans 34 villes, dont 3 467 sont arrêtées.
Finalement, Roh Tae-woo publie la déclaration du 29 juin (en), capitulant devant les revendications des manifestants et promettant de modifier la constitution et de libérer Kim Dae-jung.

## Conséquences

### Grand mouvement des syndicats de 1987
Après le soulèvement démocratique de juin, le syndicat de Hyundai est fondé à Ulsan le 3 juillet. De nombreux travailleurs commencent à se réunir en syndicat et à faire grève. De juillet et septembre, 1 060 nouveaux syndicats sont créés, et 3 458 mouvements de grève ont lieu.

### Neuvième amendement de la Constitution
Après la déclaration du 29 juin, la révision de la constitution commence réellement. Le 12 octobre, le projet de loi constitutionnel est adopté et le 28 octobre, il est ratifié. Il prend officiellement effet le 25 février 1988, lorsque Roh Tae-woo est investi président.
La 10e constitution renforce les droits civils. Les droits naturels et légaux sont explicitement spécifiés, une élection présidentielle directe est organisée et le pouvoir du président est réduit au profit du pouvoir de l'Assemblée nationale de Corée du Sud.

### Premières élections démocratiques de Corée du Sud
Roh confirme sa nomination le 10 juin comme candidat à la présidence du Parti de la justice démocratique, et il reste le successeur choisi de Chun. Roh a suffisamment de soutien légitime au sein de l'électorat coréen pour participer aux élections de décembre 1987. Sa position est grandement améliorée par les divisions au sein de l'opposition, Kim Dae-jung et Kim Young-sam n'arrivant pas à s'unir, voire par le système de vote qui est finalement mis en place.
Deux semaines avant l'élection présidentielle, le vol 858 Korean Air explose dans les airs sur le trajet pour Bangkok. La révélation de la culpabilité nord-coréenne dans cet acte, et l'arrivée à Séoul de Kim Hyon-hui, l'un des agents responsables de l'attaque, crée un environnement électoral favorable à Roh Tae-woo la veille de l'élection.
L'élection a finalement lieu le 16 décembre. Roh Tae-woo en sort vainqueur avec 36,6 % des suffrages pour une participation de 89,2 %. Le vote de l'opposition est divisé en deux, Kim Young-sam recevant 28 % et Kim Dae-jung 27 % des voix. Cette élection marque le début de la Sixième République.

## Dans la culture populaire
Le film 1987: When the Day Comes de 2017, réalisé par Jang Joon-hwan, représente les conséquences de la mort du manifestant étudiant Park Jong-chul dans le déclenchement des manifestations pro-démocratiques à l'échelle nationale qui ont changé le cours de l'histoire coréenne en juin 1987.